# بي إم دبليو إكس6
بي أم دبليو أكس6 (بالألمانية: BMW x6) هي سيارة فاخرة متوسطة الحجم طرحت للبيع في الربع الثاني من عام 2008، من قبل بي ام دبليو لصناعة السيارات الألمانية. سوقت الأكس6 كسيارة كوبيه رياضية فهي تجمع بين سمات سيارات الدفع الرباعي (سيارة دفع رباعي مرتفعة عن الأرض، مع عجلات كبيرة) مع روح سيارة الكوبيه (جريئة التصميم، وسقف درامي مائل).

## بي أم دبليو إكس 6
هي سيارة كروس أوفر فاخرة متوسطة الحجم من صنع شركة بي أم دبليو الألمانية لصناعة السيارات.
تم طرح الجيل الأول (إي E71) للبيع في أبريل 2008 لطراز عام 2008. تم تسويق إكس 6 على أنها سيارة كوبيه رياضية (SAC) من قبل بي إم دبليو. فهي تجمع بين سمات سيارات الدفع الرباعي (الخلوص الأرضي المرتفع، والدفع الرباعي، والقدرة في جميع الأحوال الجوية، والعجلات الكبيرة والإطارات) مع مظهر الكوبيه (التصميم الذي يتميز بسقف مائل). كان يعتمد على الجيل السابق من السلسلة السادسة و بي أم دبليو 5. بدأ تطوير إي E71 في عام 2003 تحت إشراف بيتر توينرمان، بعد بدء تطوير E70 X5 في عام 2001؛ تم تجميد أعمال التصميم (E70 X5) التي قام بها المصمم بيير لوكليرك في عام 2005، مع تشغيل النماذج التجريبية من صيف 2005 ويتم اختبار النماذج الأولية من أواخر عام 2006. الإنتاجات  بدأت في 3 ديسمبر 2007.
تم إطلاق الجيل الثاني من إكس 6 (إف 16) في معرض باريس للسيارات عام 2014.

## مفهوم بي إم دبليو إكس 6
ظهر النموذج المفاهيمي لأول مرة في معرض فرانكفورت للسيارات 2007، وظهر إنتاج إكس 6 رسمياً في معرض أمريكا الشمالية الدولي للسيارات لعام 2008 في ديترويت و معرض مونتريال الدولي للسيارات. في حين أنه أطول وأعرض قليلاً من إكس 5، إلا أنه أقل بشكل ملحوظ ولم يجلس في البداية سوى أربعة، ومنذ عام 2011، واختيارياً خمسة.
تم بناؤه في مصنع بي إم دبليو في أمريكا الشمالية في جرير بولاية ساوث كارولينا جنباً إلى جنب مع بي إم دبليو إكس 5، التي تشترك في منصتها. أطلقت عليها شركة بي إم دبليو اسم الرياضية النشطة كوبيه (SAC). كما تم الإعلان عن نسخة هجينة، بي إم دبليو كونسيبت إكس 6 (الهجينة النشطة) وهي أول سيارة من هذا النوع من بي إم دبليو؛ في أبريل 2009، تم الإعلان عن إصدار إكس 6 إم (X6 M) بقوة 547 حصان (408 كيلوواط) 4.4 لتر بشاحن توربيني V8.

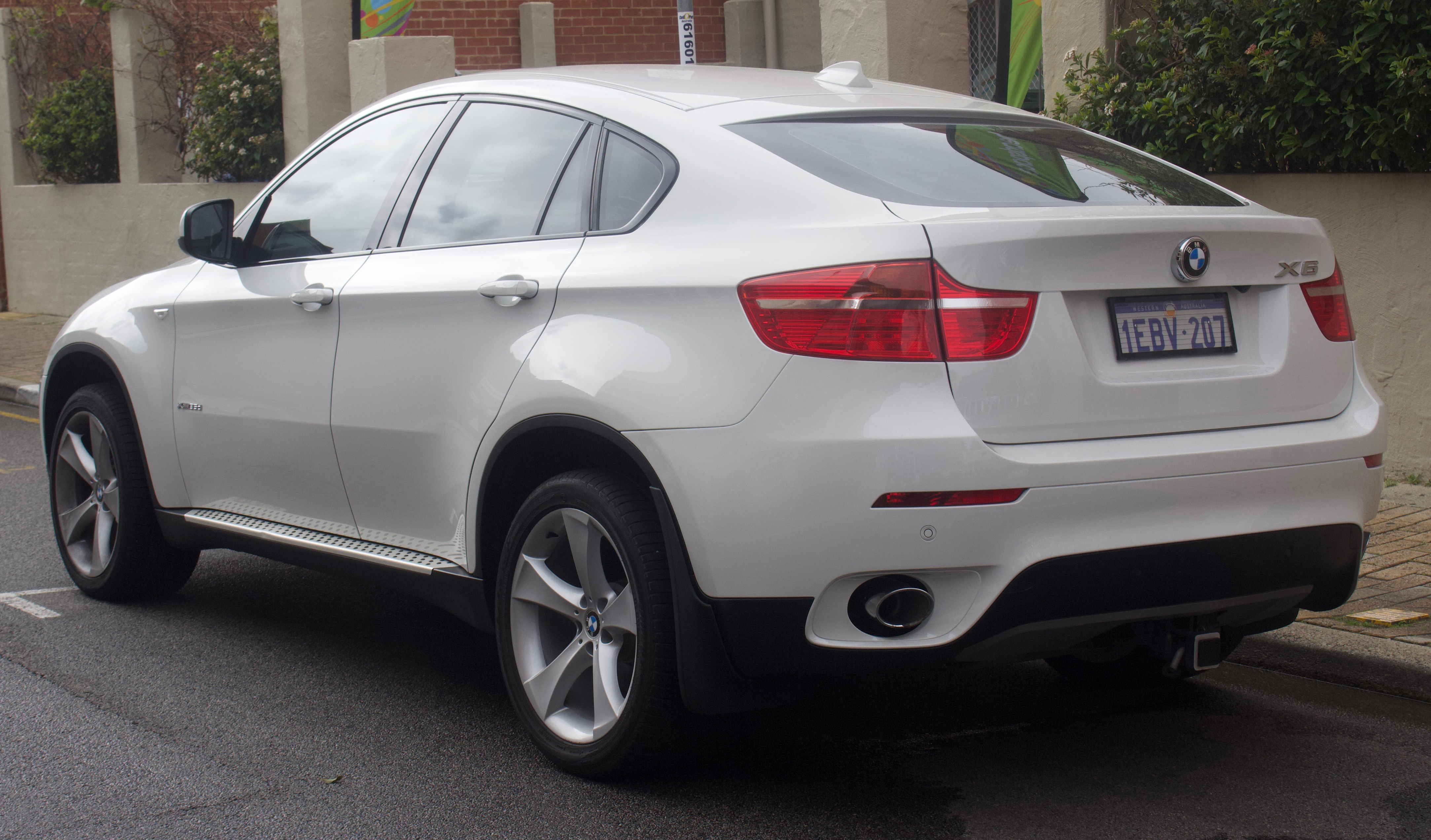
(BMW X6 (E71) xDrive35d wagon (2008

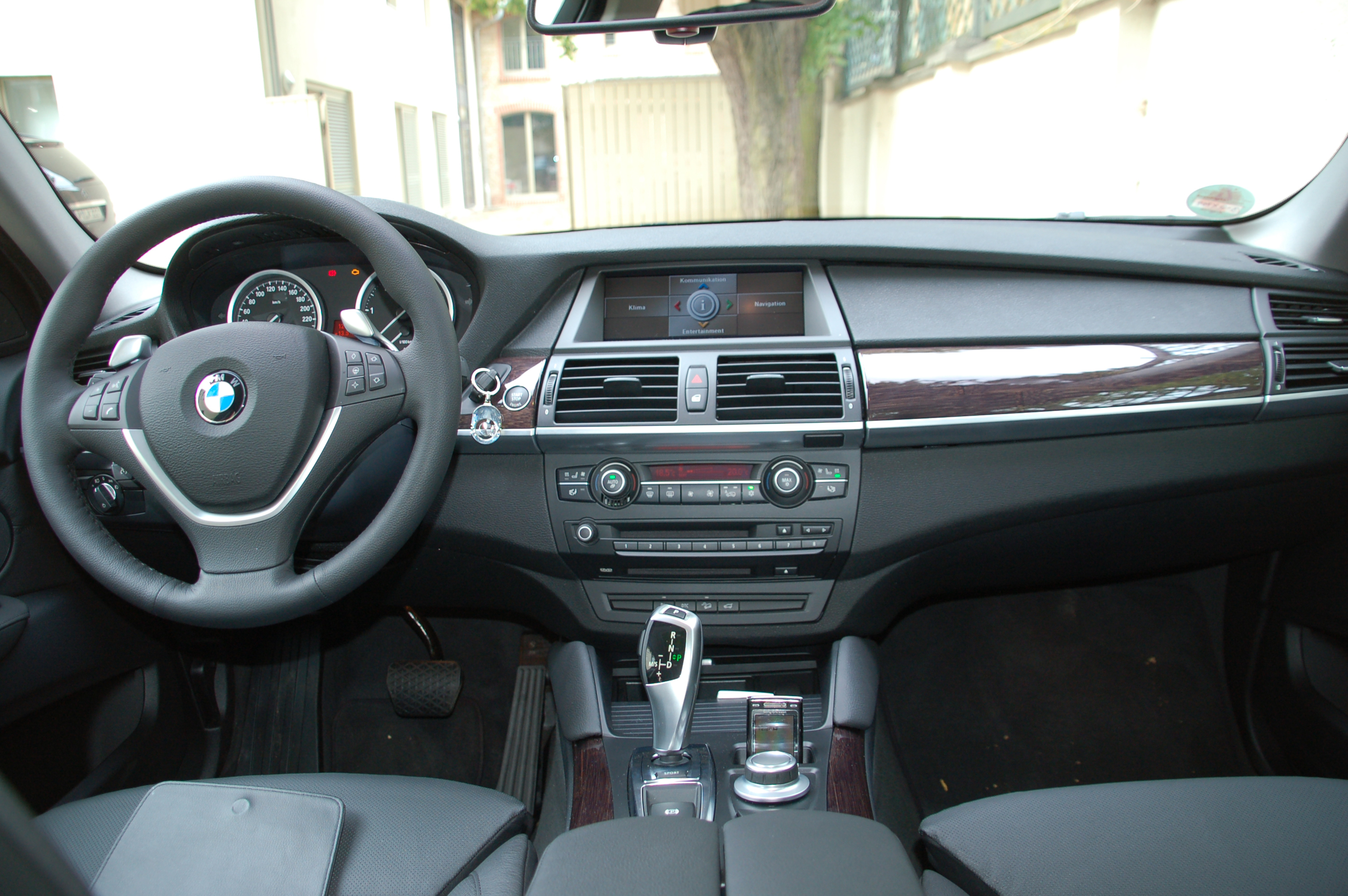
غرفة (BMW X6 xDrive35d (2008

## الجيل الأول (E71 2008-2014)

### تكنولوجيا الهيكل
يمثل X6 أول استخدام لشركة بي إم دبليو لنظام التحكم الديناميكي الجديد في الأداء، والذي يعمل بانسجام مع نظام الدفع الرباعي إكس درايڤ، وكلاهما قياسي في إكس 6.  (DPC) هو نظام نقل الحركة ونظام التحكم في الشاصيه الذي يعمل على تنظيم السحب وخاصة تصحيح الانحراف الزائد والتوجيه الناقص عن طريق نشر قوى الدفع بشكل فعال عبر المحور الخلفي. يتم توزيع عزم الدوران ليس فقط بين العجلات الأمامية والخلفية (إكس درايڤ) ولكن أيضاً من جانب إلى آخر في الخلف، لتحسين الرشاقة والاستقرار الإضافي (من خلال المحور الخلفي DPC) يُعرف هذا التوزيع الجانبي لعزم الدوران عادةً باسم توجيه عزم الدوران.
يتميز الترس التفاضلي (DPC) بحزم القابض على جانبي الإخراج والتي يتم تشغيلها بواسطة محرك كهربائي. تعمل حزمة القابض على تنشيط مجموعة التروس الكوكبية التي تؤدي إلى زيادة سرعة إحدى العجلات. سيستخدم نظام التحكم التقليدي «الفرامل» لتقليل سرعة العجلة المتحركة الأسرع (وهي تلك ذات الجر الأقل) وتقليل قوة المحرك. هذا يؤدي إلى زيادة تآكل الفرامل وأبطأ من التقدم الأمثل. يعمل نظام (DPC) على تسريع عجلة الحركة الأبطأ (الأكثر قوة جراً) من أجل الحفاظ على الاستقرار عند الحاجة.  فمثلا؛ أثناء الدوران، يتم تجاوز العجلة الخارجية لتوفير تسارع أكبر باستخدام ميزة الجر من خلال التحميل الديناميكي للعجلة الخارجية في المنعطفات. في حالة الانعطاف الزائد، يتم تجاوز عجلة القيادة الداخلية لاستعادة توازن الجر.

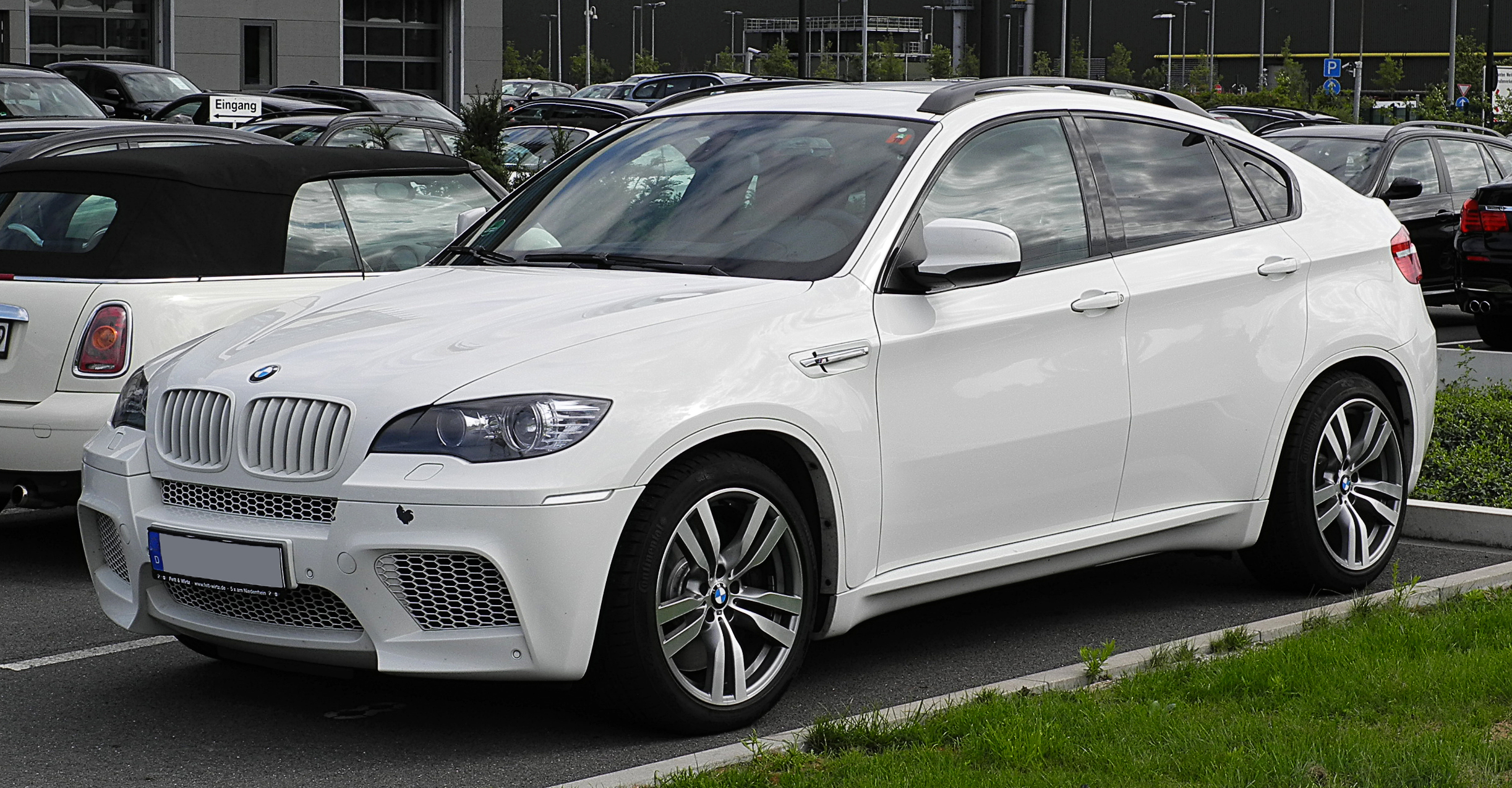
(BMW X6 M (E71) (2011 الواجهة الامامية

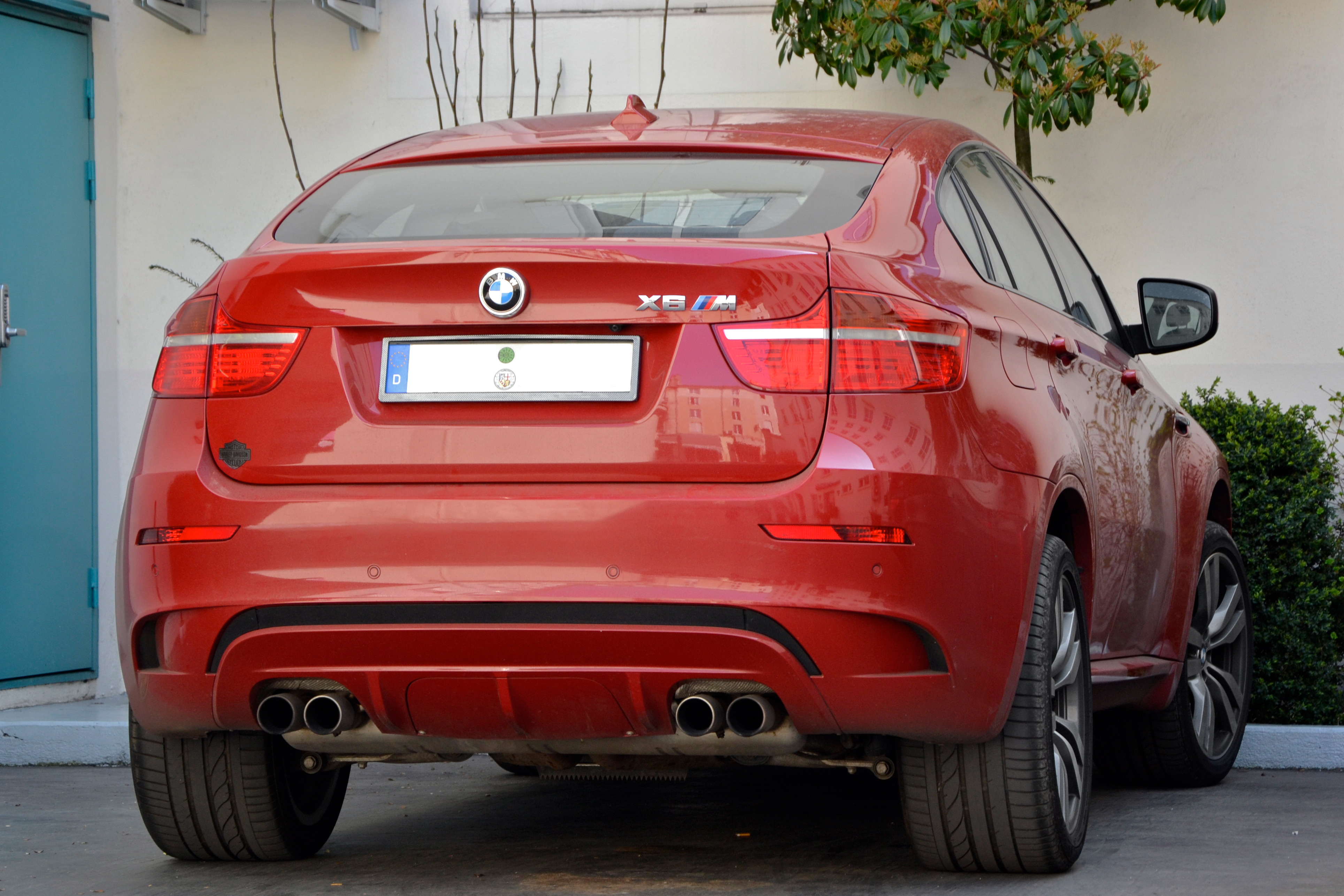
(BMW X6 M (E71) (2011 الواجهة الخلفية

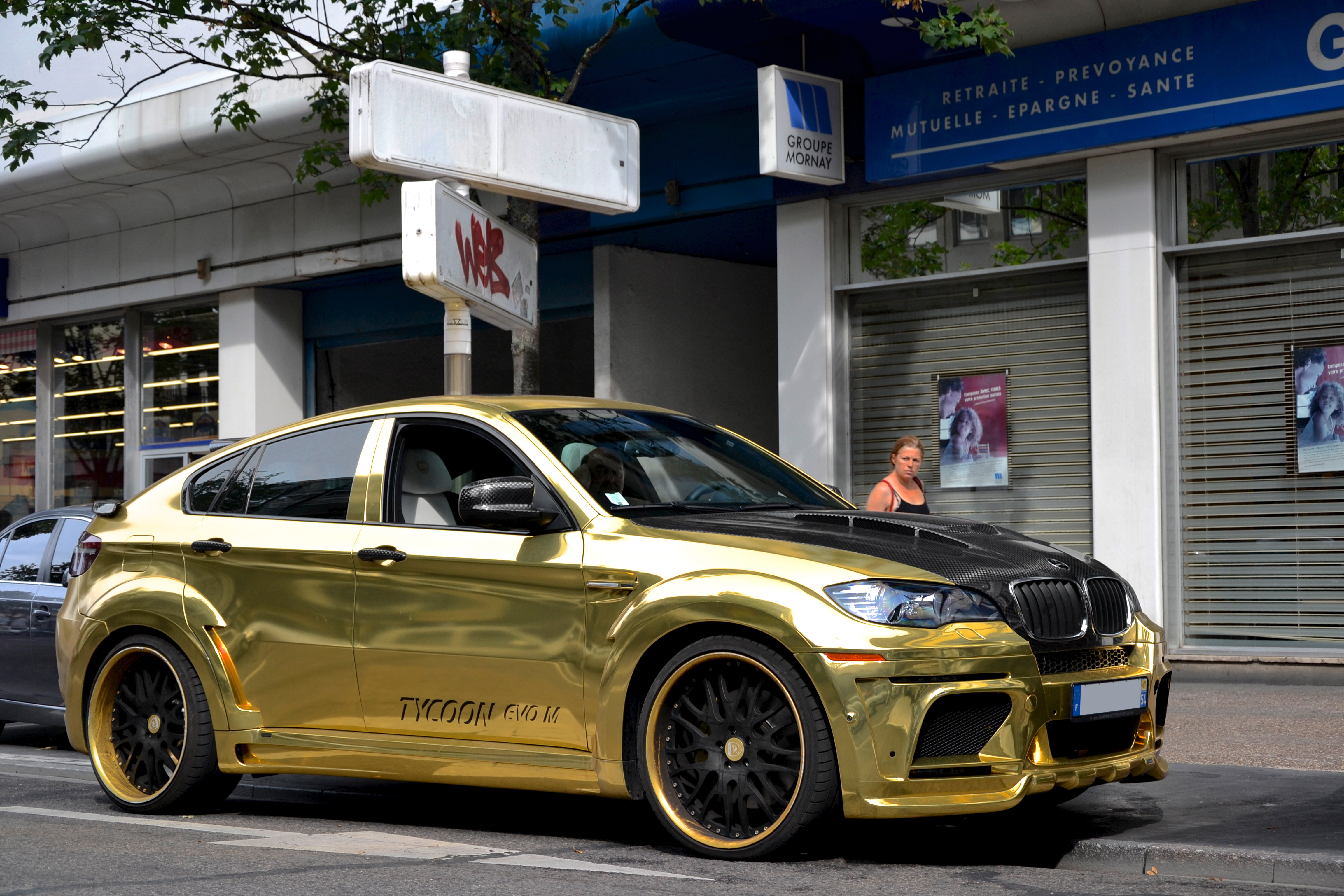
BMW X6 M Hamann Tycoon EVO M

### بي أم دبليو إكس 6 إم (2009-2014)
تعد بي أم دبليو إكس 6 إم و إكس 5 إم أول سيارات من شركة بي إم دبليو إم (غامبو) تمتلك نظام إكس درايڤ للدفع الرباعي وناقل حركة أوتوماتيكي، كما أنها سيارات كروس أوفر على عكس سيارات الركاب. تم الكشف عن X6 M في معرض نيويورك للسيارات 2009 وتم طرحها للبيع لأول مرة في سبتمبر 2009.
يتميز مشتق M عالي الأداء بإصدار توربو مزدوج التمرير لمحرك V8 بي أم دبليو N63 سعة 4.4 لتر مع مشعب شامل (CCM). تم تصنيف المحرك 555 حصاناً (408 كيلوواط،547 حصاناً) عند 6000 دورة في الدقيقة و680 نيوتن متر (502 رطل قدم) عند 1500-5650 دورة في الدقيقة.
تشمل الميزات الأخرى ناقل حركة أوتوماتيكي إم سبورت بست سرعات مع مجاديف من الألمنيوم على عجلة القيادة، وخاصية الوضع الديناميكي M، وتعليق محرك متكيف أقل بمقدار 10 مم (0.4 بوصة)، وفرجار ثابت بأربعة مكابس مع دوار مقاس 15.6 بوصة مع ملاقط عائمة للمكبس مع دوار 15.2 بوصة في الخلف، وعجلات معدنية مقاس 20 بوصة مع إطارات 275 / 40R20 أمامية و 315 / 35R20، مع التحكم في نزول التلال، والتحكم الديناميكي بالثبات، وخياشيم خاصة في الرفارف الأمامية، وعجلات معدنية خفيفة مقاس 20 بوصة .
يمكن للسيارة أن تتسارع من صفر إلى 60 ميل في الساعة (0-97 كم / ساعة) في 4.5 ثانية ومن 0 إلى 62 ميل في الساعة (0-100 كم / ساعة) في 4.7 ثانية.[بحاجة لمصدر]

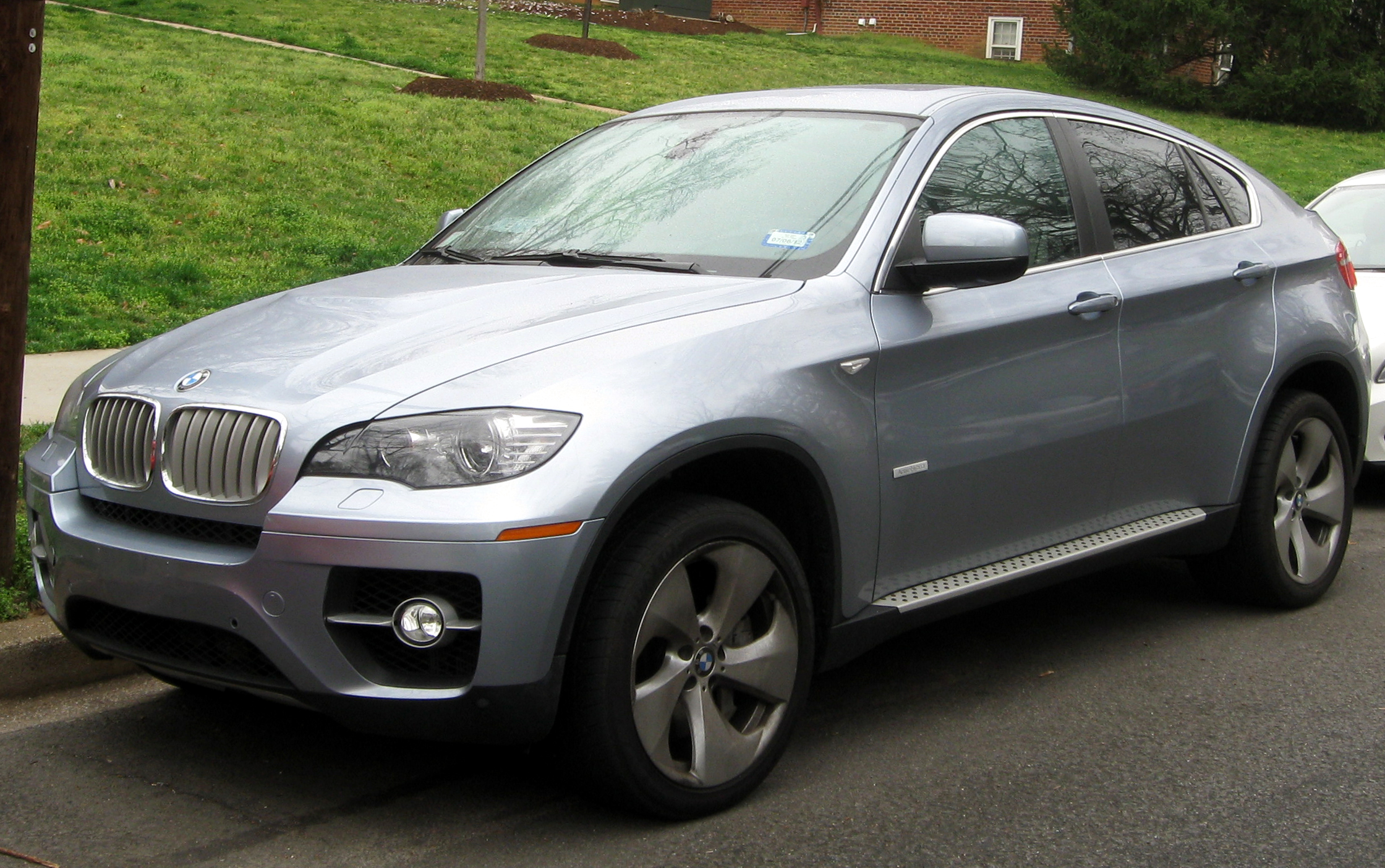
BMW X6 هايبرد (2012)

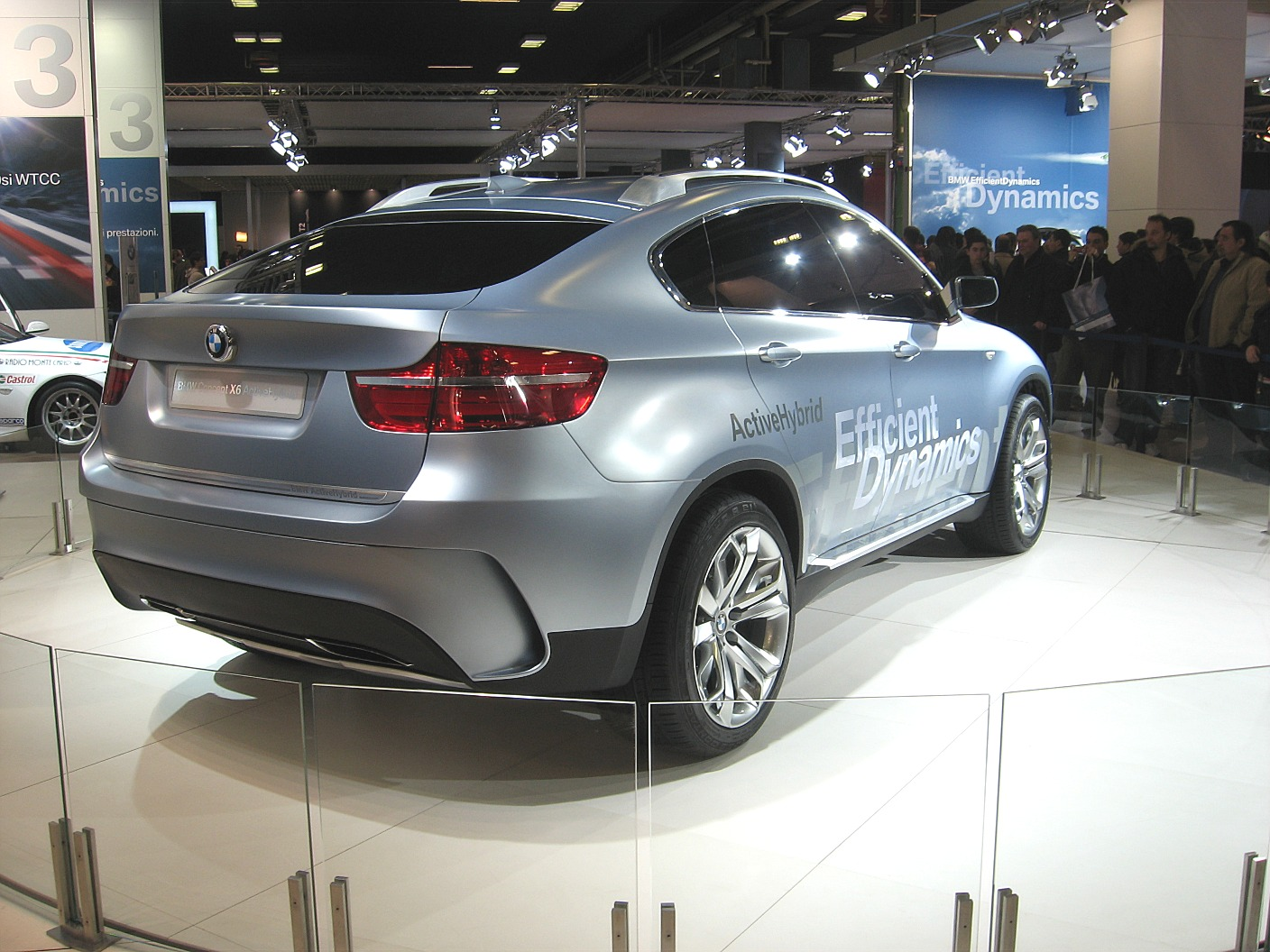
BMW X6 الهايبرد النشط

### الهايبرد النشط إكس 6 (E72 2009-2010)

#### بي إم دبليو كونسيبت إكس 6 الهايبرد النشط
بي إم دبليو كونسيبت إكس 6 الهايبرد النشط هي السيارة النموذجية لأول سيارة هجينة بالكامل من بي أم دبليو وتم الكشف عنها في معرض السيارات الدولي في فرانكفورت في سبتمبر 2007. تم الكشف عن أول بي إم دبليو كونسيبت 7 سلسلة الهايبرد النشط توليد 1 في معرض باريس للسيارات في أكتوبر 2008. ظهرت كلتا السيارتين لأول مرة في السوق في نهاية عام 2009 ويمكن للسيارة إكس 6 هايبرد القيادة في الوضع الكهربائي الخالص بسرعات منخفضة.
لا يتمتع نظام الهايبرد النشط السلسلة 7 بهذه القدرة. يستخدم بي إم دبليو إكس 6 الهايبرد النشط محرك V8 تيربو ثنائي مع حقن عالي الدقة يعمل على تشغيل سيارة بي إم دبليو إكس 6 (إكس درايڤxDrive50i). من السمات المميزة لسيارة بي إم دبليو كونسيبت إكس 6 الهايبرد النشط هو ناقل الحركة النشط ثنائي الوضع (وهي تقنية مبتكرة تتحكم في تفاعل المحركات الكهربائية ومحرك الاحتراق الداخلي). يمكن أن تعمل السيارة في وضعين: يوفر الوضع الأول عزم دوران عالياً عند الابتعاد عن وضع التشغيل الثابت وبسرعات منخفضة، بينما يكون الوضع الثاني مناسباً للسرعات الأعلى. والنتيجة هي أن السيارة تستخدم دائماً موارد الطاقة المتاحة بأكثر الطرق فعالية، مهما كانت السرعة التي تسير بها.
تم عرض إكس 6 الهايبرد النشط لأول مرة في العالم في معرض فرانكفورت للسيارات في سبتمبر 2009.
في أواخر عام 2009، قدمت بي أم دبليو سيارة إكس 6 تتميز بنسخة من محرك السيارة الهجين (الهجين العالمي)، والمعروف باسم النظام الهجين ثنائي الوضع. تم تأكيد تسمية هذه السيارة باسم بي إم دبليو إكس 6 الهايبرد النشط، وهي أقوى سيارة هجينة في العالم؛ والتي لا تباع في المملكة المتحدة. تم الكشف عن السيارة المُنتَجة بجانب سيارة هجينة من الفئة السابعة في معرض فرانكفورت للسيارات 2009. تم طرح إكس 6 الهايبرد النشط للبيع في ديسمبر 2009 في السوق الأمريكية بسعر أساسي يبلغ 89,765 دولاراً أمريكياً.
يتكون نظام القيادة المميز في بي إم دبليو إكس 6 الهايبرد النشط من وحدة طاقة V8 بقوة 300 كيلو واط (407 حصان) مع تقنية بي إم دبليو تيربو المحرك المزدوج تيربو، ومحركين كهربائيين يطوران 67 كيلو واط (91 حصان) وعلى التوالي 63 كيلو واط (86 حصان). يبلغ الحد الأقصى لقوة النظام 357 كيلووات (485 حصاناً) وعزم الدوران الأقصى 780 نيوتن متر (575 رطل قدم).
توفر تقنية بي إم دبليو الهايبرد النشط للسائق ثلاثة خيارات مهمة: القيادة تحت الطاقة الكهربائية وحدها، أو استخدام قوة محرك الاحتراق، أو الاستفادة من مزيج من وضعي القيادة لفترات قصيرة من التسارع الأقصى، باستخدام الحد الأقصى 485 حصان. يمكن القيادة خالية تماماً من ثاني أكسيد الكربون في الوضع الكهربائي حتى سرعة 37 ميل في الساعة (60 كم / ساعة). يستخدم الهجين أيضاً تقنية إيقاف التشغيل وتدابير أخرى لتوفير الطاقة للمساعدة في تحسين الكفاءة. ومع ذلك، فإن السيارة الأساسية ثقيلة للغاية، وتحد وحدة طاقة البنزين من مدى إمكانية تقليل استهلاك الوقود بالأرقام المطلقة. على سبيل المثال، تستخدم طرازات تيربو - ديزل في مجموعة إكس 6 وقوداً أقل.

### المحركات

#### محركات البنزين
الطراز الأساسي هو إكس 6 (إكس درايف xDrive35i) الذي يعمل بإصدار 225 كيلو واط من محرك البنزين N54 سعة 3.0 لتر مزدوج (الشحن التوربيني المزدوج). الطراز الأفضل من نوعه هو (إكس درايف xDrive50i) الذي يستخدم محرك N63 V8 ، ينتج 300 كيلو واط.

#### محركات الديزل
عند الإطلاق، كان إكس 6 متاحاً في العديد من الأسواق مع نوعين مختلفين من الديزل: xDrive30d و xDrive35d على التوالي. يتم تشغيلها بواسطة محرك توربو ديزل سعة 3.0 لتر من بي إم دبليو (في متغيرها المتسلسل مزدوج الشاحن التوربيني لـ xDrive35d)، وتنتج 235 حصاناً (173 كيلو واط) في xDrive30d و286 PS (كيلو210 كيلو واط) في إصدار xDrive35d. شكلت الثانية من وحدات الطاقة هذه أساس إطلاق بي إم دبليو للديزل في جميع الولايات الخمسين في أواخر عام 2008.
بحلول عام 2010، تمت إضافة 40d جديدة إلى النطاق، لتحل محل 35d، وفي عام 2012 تمت إضافة M50d عالية الأداء جديدة، ولكن على الرغم من تسميتها، لا تزال تعمل بمحرك سعة 3.0 لتر.

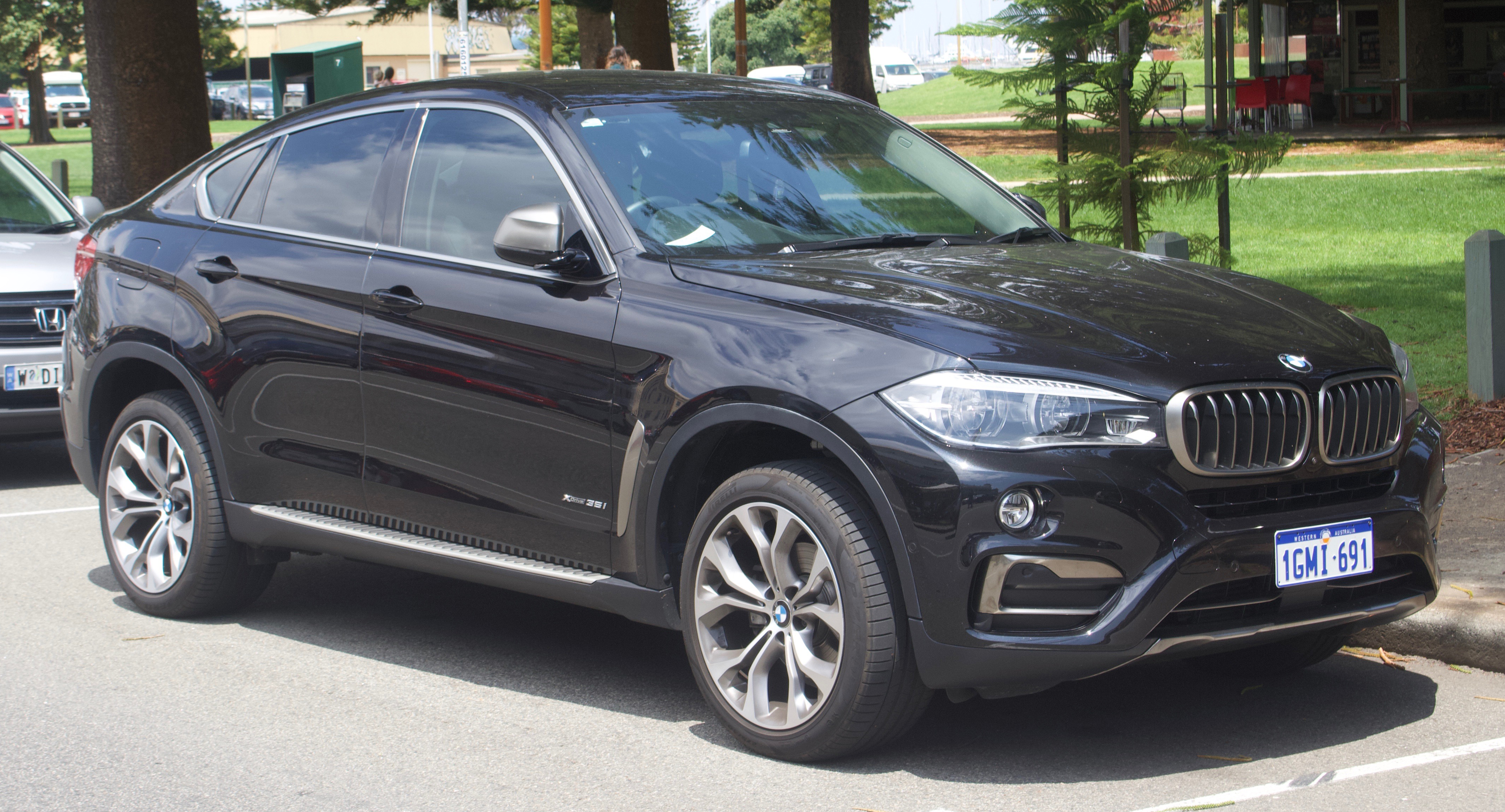
(BMW X6 (F16) xDrive35i wagon (2018

## الجيل الثاني (F16 \ 2015-2019)
تم إطلاق الجيل الثاني إكس 6 في معرض باريس للسيارات 2014 والذي يتميز بناقل حركة أوتوماتيكي جديد بثماني سرعات وحجرة أمتعة أكبر قليلاً. بدأت المبيعات في معظم الأسواق بنهاية عام 2014. مثلت الطرازات الأخرى في مجموعة بي أم دبليو التي تعمل بمحرك V8 مزدوج التوربو سعة 4.4 لتر، يستفيد xDrive50i من زيادة قوة المحرك الأحدث، والذي تبلغ قوته 50 حصاناً (37 كيلو واط) و30 رطلاً (41 نيوتن متر) أكثر من سابقتها حيث ارتفعت إلى 445 حصان (332 كيلوواط) عند 5500 دورة في الدقيقة و480 رطل قدم (651 نيوتن متر) من عزم الدوران عند 2000 دورة في الدقيقة.
تم الكشف عن طراز لب أم دبليو إكس 6 إم (F86) للأداء في حلبة لوسيل الدولية في قطر، وهي واحدة من أسرع السيارات من نوعها.

### محرك البنزين
| الموديل   | السنة       | الوقود | القوة - الطاقة                | 0–100 كم / ساعة (0–62 ميل / ساعة) | انبعاثات CO2  |
| --------- | ----------- | ------ | ----------------------------- | --------------------------------- | ------------- |
| sDrive35i | 2015 - 2019 | بنزين  | 306 حصان 5800 دورة في الدقيقة | 6.4 ثانية                         | 198(غرام) 1كم |
| xDrive35i | 2015 - 2019 | بنزين  | 306 حصان 5800 دورة في الدقيقة | 6.4 ث                             | 198(غ) 1كم    |
| xDrive50i | 2015 - 2019 | بنزين  | 450 حصان 5500 دورة في الدقيقة | 4.8 ث                             | 225(غ) 1كم    |
| M         | 2015 - 2019 | بنزين  | 575 حصان 6000 دورة في الدقيقة | 4.2 ث                             | 258(غ) 1كم    |

### محرك الديزل

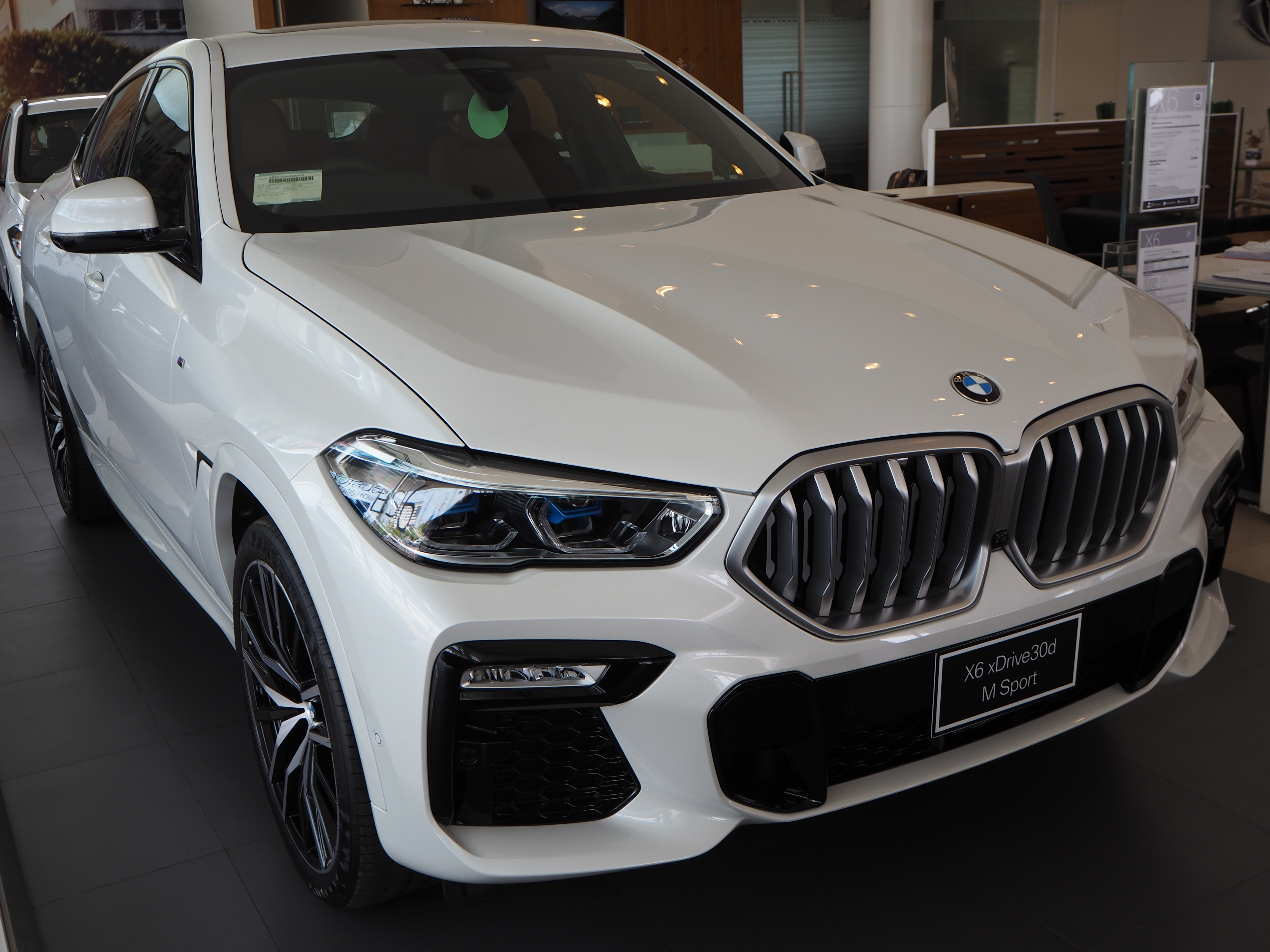
(2020) BMW X6 xDrive 30d M Sport الواجهة الامامية

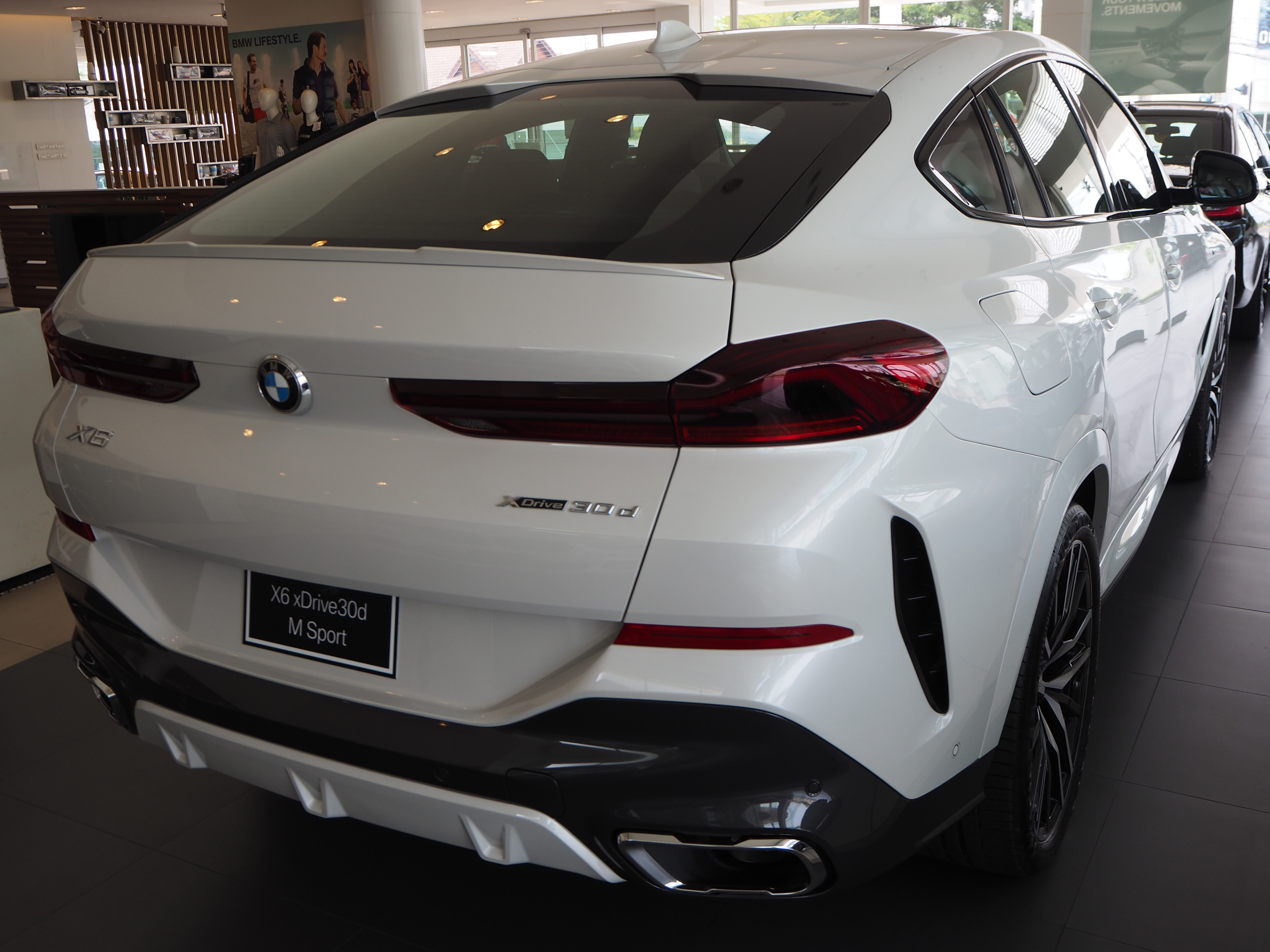
(BMW X6 xDrive 30d M Sport (2020 الواجهة الخلفية

| الموديل   | السنة       | الوقود | القوة - الطاقة                   | 0–100 كم / ساعة (0–62 ميل / ساعة) | انبعاثات CO2  |
| --------- | ----------- | ------ | -------------------------------- | --------------------------------- | ------------- |
| xDrive30d | 2015 - 2019 | ديزل   | 258 حصان (190 كيلوواط، 254 حصان) | 6.7 ثانية                         | 157(غرام) 1كم |
| xDrive40d | 2015 - 2019 | ديزل   | 313 حصان (230 كيلوواط، 309 حصان) | 5.8 ث                             | 163(غ) 1كم    |
| M50d      | 2015 - 2019 | ديزل   | 318 حصان (280 كيلوواط، 376 حصان) | 5.2 ث                             | 174(غ) 1كم    |

## الجيل الثالث (G06 \ 2020 الوقت الحاضر)
المقال الرئيسي: ب ي إم دبليو إكس 6 (G06)
سيارة بي إم دبليو جي 06. تم الكشف عن الجيل الثالث من إكس 6 في يوليو 2019 ويتميز بهيكل رياضي أكثر قوة، بما في ذلك الشبك الزاوي الذي يمكن أن يضيء كخيار لأول مرة في سيارة بي أم دبليو.و نموذج أداء M50i جديد أيضاً، ليحل محل طراز xDrive50i. تعكس المصابيح الأمامية تلك الموجودة في إكس 5، لكن تصميمات المصد والمصابيح الخلفية فريدة من نوعها في إكس 6. في الداخل، يوجد سقف بانورامي قياسي، وأكبر بنسبة 83 بالمائة من X6 السابق.

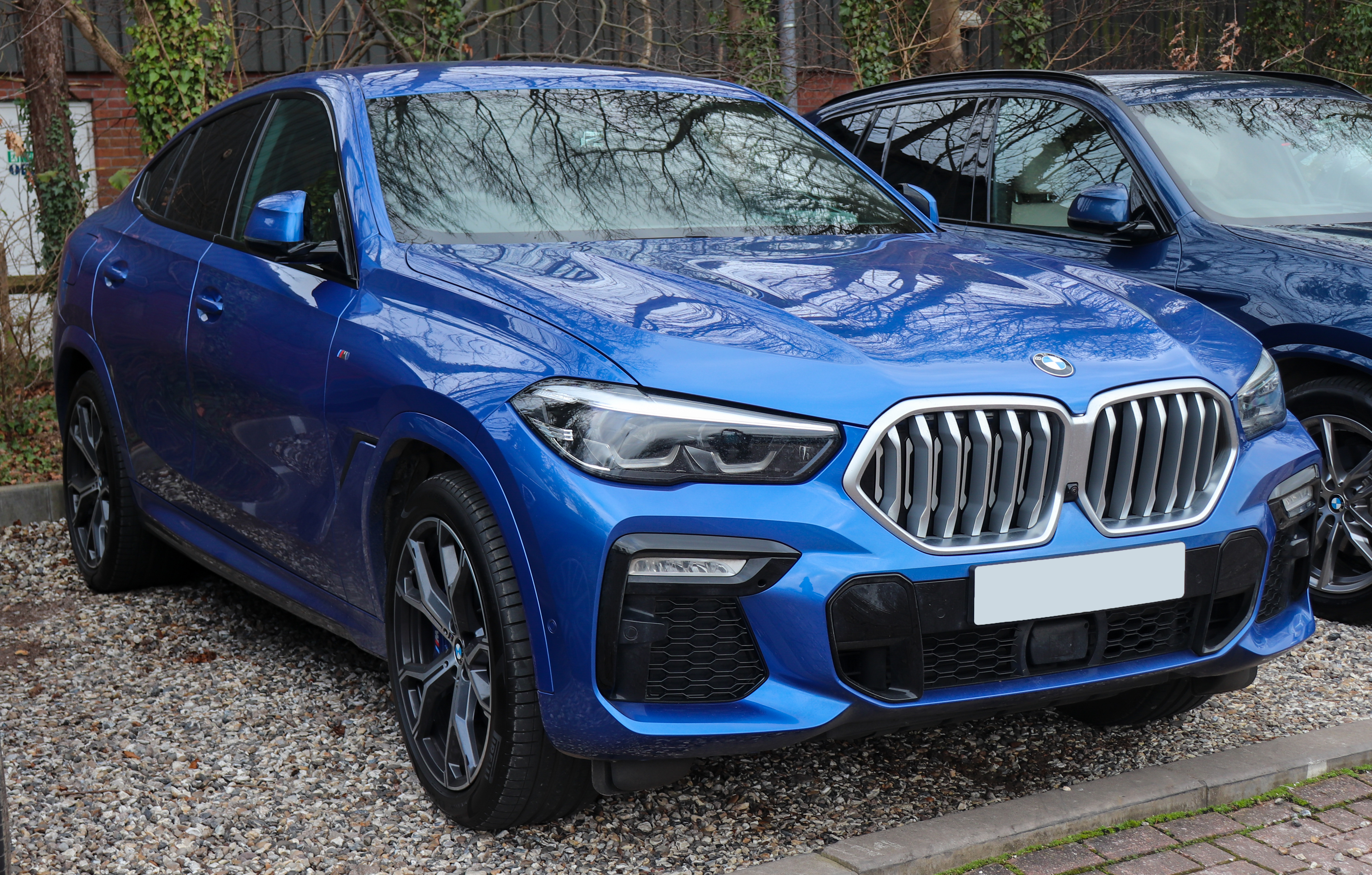
(BMW X6 xDrive30d M Sport Automatic (2020

## الإنتاج والمبيعات
| السنة   | الإنتاج | مبيعات أوروبا | مبيعات أمريكا |
| 2008    | 26.580  | 13.212        | 4.548         |
| 2009    | 41.667  | 19.805        | 4.787         |
| 2010    | 46.404  | 17.162        | 6.257         |
| 2011    | 40.822  | 14.876        | 6.192         |
| 2012    | 43.689  | 12.943        | 6.749         |
| 2013    | 36.688  | 8.597         | 5.549         |
| 2014    | 30.244  | 4.936         | 3.896         |
| 2015    | 46.305  | 14.158        | 7.906         |
| 2016    | 43.323  | 12.596        | 7.117         |
| 2017    | 40.531  | 10.492        | 6.780         |
| 2018    | 35.040  | 9.445         | 6.862         |
| المجموع | 431.293 | 138.222       | 66.643        |
| ------- | ------- | ------------- | ------------- |

## الروابط الخارجية
توجد لدى ويكيميديا كومنز وسائط متعلقة بسيارة بي إم دبليو إكس 6
الموقع الرسمي لطراز بي إم دبليو إكس 6
سيارة بي إم دبليو إكس 6 (2008): أول تجربة قيادة